# Ligue communiste révolutionnaire
Ligue communiste révolutionnaire var ett franskt trotskistiskt parti, den största radikala vänstergruppen i Frankrike och medlem i Fjärde Internationalen.
Partiet upplöstes den 5 februari 2009 och ersattes av Nouveau parti anticapitaliste.